# Unrest
Unrest é um filme-documentário estadunidense de 2017 dirigido e escrito por Jennifer Brea, que segue a história da diretora durante o tratamento da síndrome da fadiga crônica. Lançado no Festival Sundance de Cinema de 20 de janeiro, será transmitido no Independent Lens no Public Broadcasting Service em 8 de janeiro de 2018.